# بازیل میلز (نبراسکا)
بازیل میلز(به انگلیسی: Bazile Mills) شهری در ایالت نبراسکا کشور ایالات متحده آمریکا است که جمعیت آن در سرشماری سال ۲۰۱۰ میلادی، ۲۹ نفر بوده‌است.